# Conflicte de les Kurils
El conflicte de les illes Kurils (en rus, Проблема принадлежности южных Курильских островов [Problema prinadlejnosti Kurílskikh ostrovov]; en japonès 北方領土問題 [Hoppō Ryōdo Mondai], «disputa dels Territoris del Nord») és el conflicte territorial que enfronta Rússia i el Japó per la sobirania de les quatre illes més meridionals d'aquest arxipèlag. L'avenç dels imperis rus i japonès topà a les illes. Pel tractat de Shimoda (1855) entre Rússia i el Japó s'establí la frontera entre les illes d'Iturup i Urup; però després (tractat de Sant Petersburg del 1875) Rússia cedí totes les Kurils a canvi dels drets japonesos sobre l'illa de Sakhalín. Després de la Segona Guerra Mundial, amb la derrota del Japó, la Unió Soviètica ocupà totes les illes i se les annexionà d'acord amb el Tractat de San Francisco, incloent-les a l'óblast de Sakhalín, però el Japó les denomina Territoris del Nord (北方領土 Hoppō Ryōdo) i les considera pròpies, perquè diu que al Tractat de San Francisco el Japó tornava territoris que abans havien pertanyut a Rússia, però les illes del sud mai no havien sigut russes.
La disputa continua en debat: Japó vol la sobirania a canvi de la pau i posar un terme al conflicte, oferint també ajuda econòmica a Rússia. Els tractats de pau no han quedat tancats i el conflicte continua.
Segons les fonts russes, el govern japonès es gasta uns 850 milions de iens a l'any en propaganda sobre el conflicte.
A banda d'això, la Dieta del Japó ha aprovat una esmena on es reconeixen com a territori japonès les illes en domini rus, segons les declaracions del ministre de relacions exteriors del Japó, Katsuya Okada, fent que Rússia prengui una posició defensiva en la qual addueix que les reclamacions arbitràries del Japó no seran reconegudes i que tan sols acceptarà les reclamacions que reconeguin la sobirania soviètica/russa de la zona en qüestió. Segons les declaracions del primer ministre rus Dmitri Medvédev, no s'ha de polemitzar tant sobre l'assumpte, si el Japó accedeix al pla de normalització del 1956, segons el qual només 2 de les 4 illes retornarien a la sobirania nipona.